# Maewan
Maewan est une association loi de 1901 d’intérêt général, créée en 2019 par Erwan Le Lann et Marion Courtois. Elle a pour objectif l’éducation et la sensibilisation aux enjeux du développement durable, en s’appuyant sur des expéditions sportives en mer et en montagne.

## Origine
L’association Maewan est née de la rencontre en 2017 d’Erwan Le Lann, guide de haute montagne et navigateur et de Marion Courtois, spécialiste dans l’action humanitaire et la stratégie de plaidoyer (Médecins du Monde, OXFAM…)

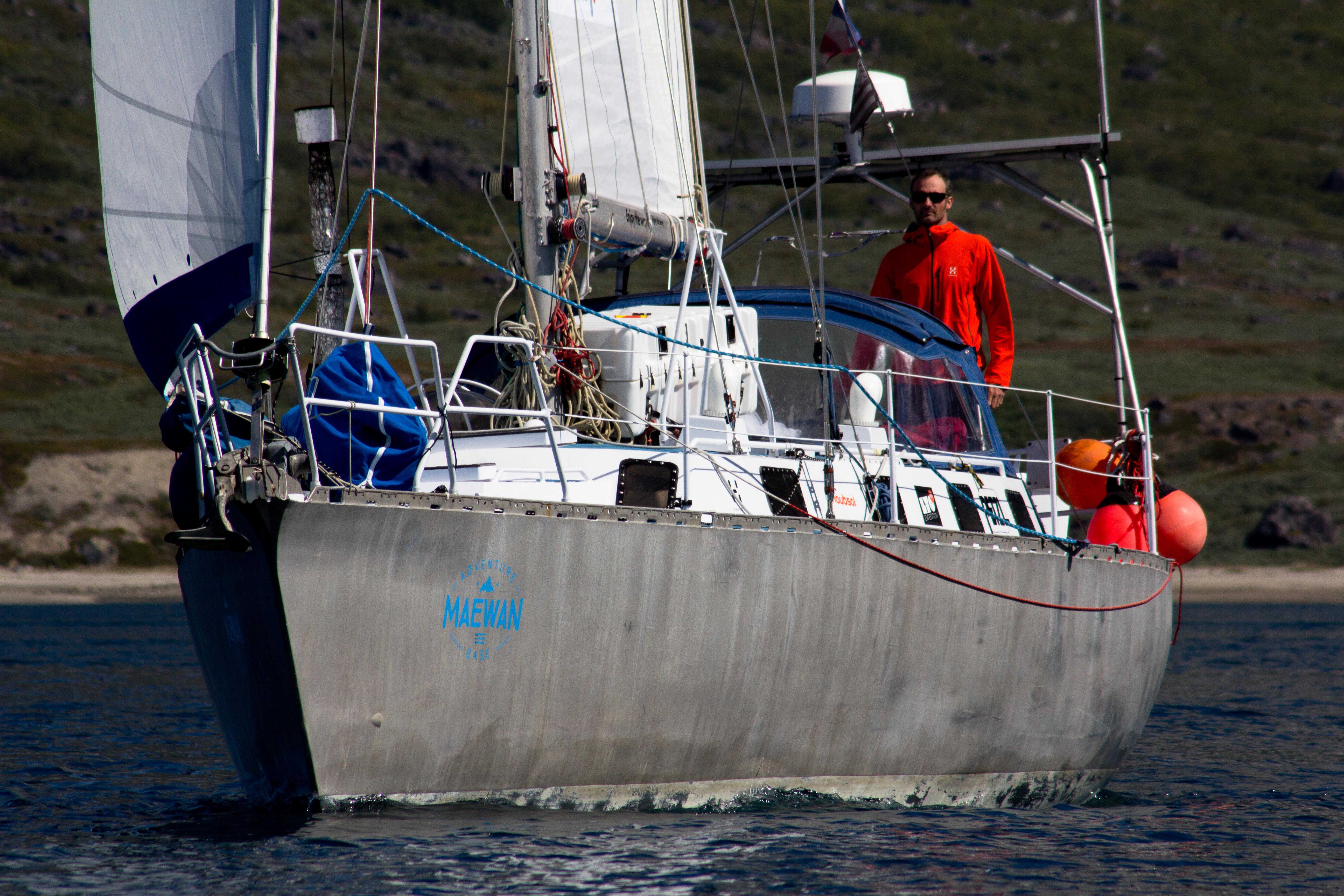
Maewan IV sur les rives du Groenland

Après avoir organisé des événements et expéditions sportives pour l’entreprise de matériel d’escalade et de montagne Petzl pendant plus de 10 ans, Erwan Le Lann décide en 2015 d’entreprendre un tour du monde à la voile pour aller découvrir les recoins cachés du globe. Le 8 février 2015, à bord du voilier Maewan IV, il quitte le port breton de l’Aber Wrac’h en direction des fjords islandais, première escale d’un voyage de 66 000 kilomètres, 6 continents, 6 ans et de 26 étapes autour du monde. Il est rejoint dans cette aventure par de nombreux sportifs et aventuriers, tels que les navigateurs Eric Loizeau, Éric Péron et Nicolas Boidevezzi, les alpinistes et grimpeurs Lionel Daudet, Liv Sansoz, Nina Caprez et Solenne Piret, les freerideurs Léo Slemett et Xavier de Le Rue ou encore le spécialiste de la highline Nathan Paulin, mais aussi des scientifiques et chercheurs qui embarquent sur Maewan pour constater et analyser les impacts de l’activité humaine sur ces environnements sauvages du bout du monde.
En 2017, l’arrivée à bord de Marion Courtois marque un tournant dans l’aventure Maewan. Avec son expérience sur les questions de développement durable et dans l’humanitaire, elle impulse la création de l’association Maewan et lance les premiers projets d’éducation environnementale. L’association Maewan est officiellement créée en janvier 2019.
Le 13 novembre 2021, le retour du voilier en France marque la fin de la première grande expédition Maewan. Tout en préparant le prochain départ sur mer, l’association œuvre actuellement depuis son camp de base montagnard aux Carroz d’Arâches en Haute-Savoie pour sensibiliser et éduquer aux enjeux du développement durable en s’appuyant sur la richesse des rencontres et des découvertes de ce premier tour du monde du voilier Maewan. Le programme s’articule autour de trois axes majeures : l’éducation, l’environnement et le développement durable, auprès de différents publics : scolaires, territoires et entreprises. En février 2023, le programme d’actions de l’association Maewan est agréé par la Fondation de France et intègre le réseau TGE (Transnational Giving Europe) permettant aux mécènes de l’association (particuliers et entreprises) de bénéficier de déductions fiscales lors de leurs dons dans tous les pays du monde.

## Expéditions

### L’arctique

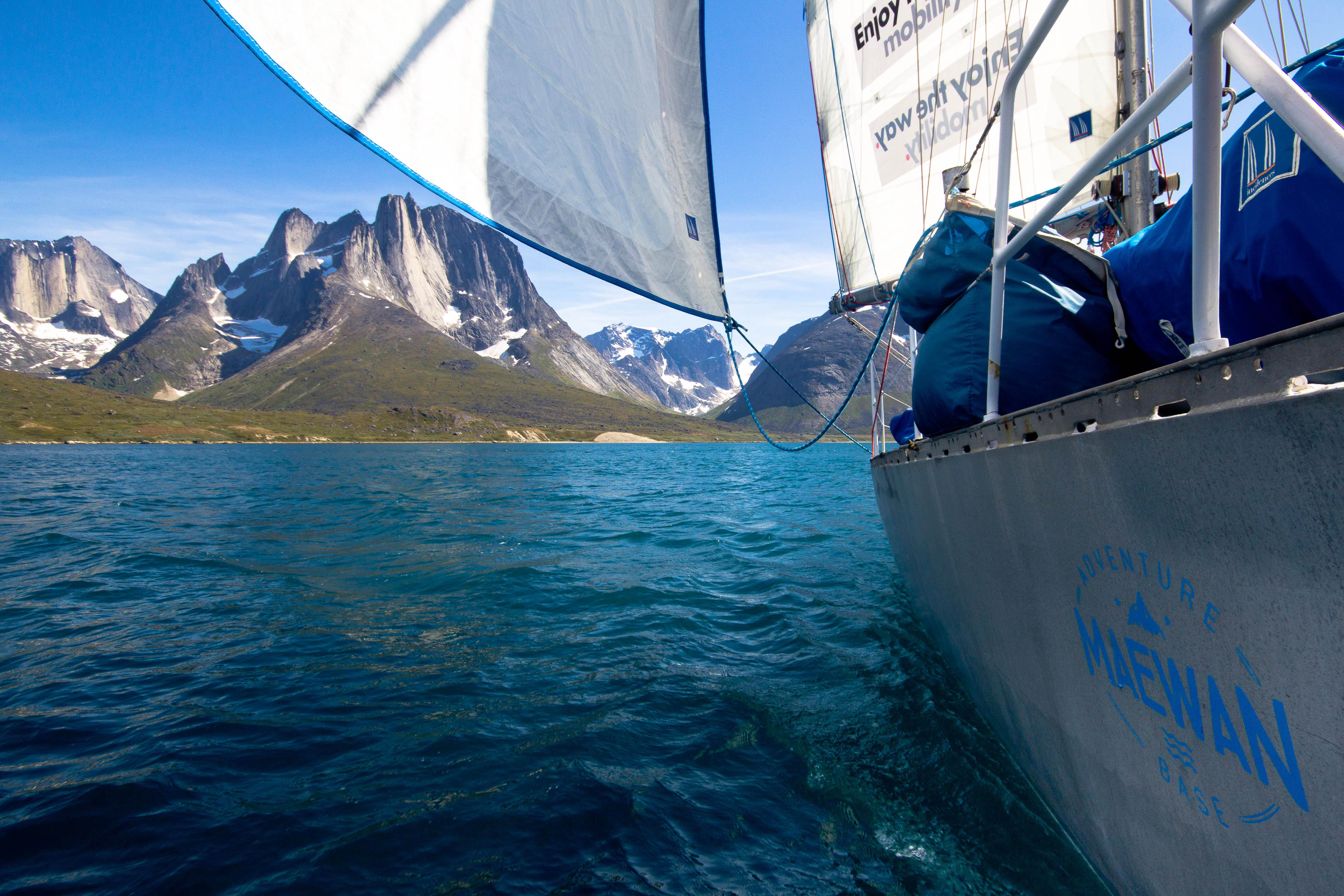
Navigation au large de "Moby Dick", une voie d'escalade de 900 mètres.

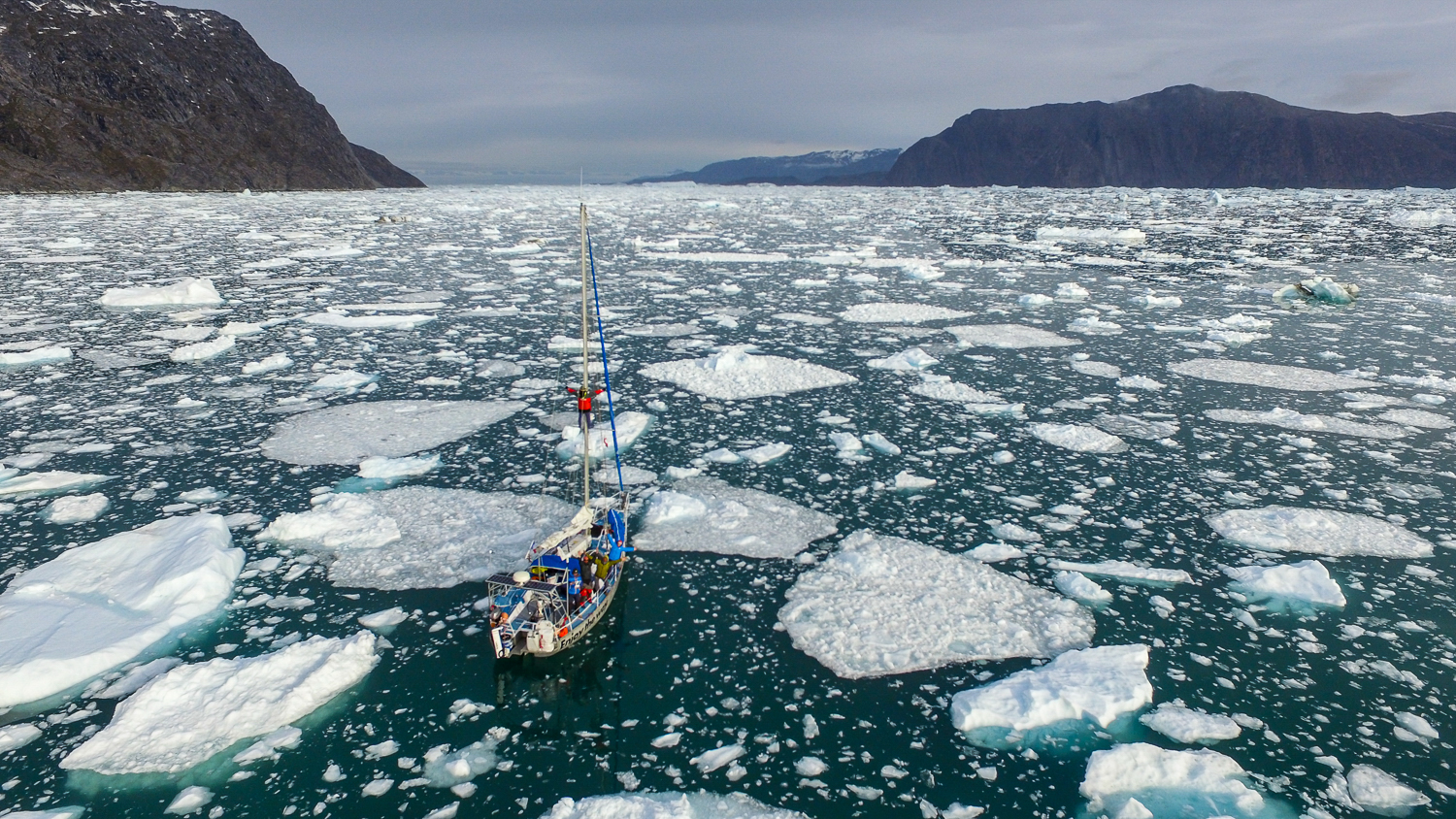
Avancée dans les glaces de la baie de Disko au Groenland

Parti du port breton de l’Aber Wrac’h (Finistère)le 8 février 2015, Maewan IV a pris la direction du nord pour rejoindre les terres gelées du cercle polaire arctique. Après une première escale en Islande pour aller grimper les cascades de glace aux côtés de l’alpiniste Lionel Daudet et de la navigatrice Jeanne Grégoire, Erwan Le Lann a mis le cap vers le Groenland. Le voilier a été un camp de base pour de nombreuses expéditions entre sommets, couloirs et cascades de glace avec des sportifs venus de différents univers : les navigateurs Eric Loizeau et Annabelle Boudinot, les skieurs Léo Slemette et Adrien Coirier et l'alpiniste Mathieu Maynadier ou encore les grimpeurs Florence Pinet et Jérôme Pouvreau ayant rejoint l’équipage à l’été pour escalader les falaises du sud de l’île.

Le voilier a ensuite continué sa route vers le nord du Pacifique et le Kamtchatka, par le fameux passage du Nord-Ouest. Maewan IV devient ainsi la 278ème embarcation à traverser le passage. En chemin, vers les côtes russes, le voilier a fait halte en terre de Baffin pour enchaîner les big wall de l’île avec les grimpeurs belges Nicolas Favresse et Sean Villanueva O’Driscoll. La kitesurfeuse Fabienne d’Ortoli rejoint également le voilier pour la traversée du détroit de Béring.
De l’Europe, en passant par le nord polaire du continent américain, Maewan rejoint les rives asiatiques en Russie, sur les îles Kouriles et une nouvelle escale. Rejoint par le skieur Adrien Coirier et le snowboardeur Xavier de Le Rue, Erwan Le Lann largue les amarres aux pieds des volcans pour s’attaquer à leurs pentes enneigées.

### Le Pacifique
Après deux années d’expédition en milieu polaire, Maewan attaque sa traversée de l’Océan Pacifique. L’étape japonaise marque un tournant majeur dans l’aventure. Ce virage du nord vers le sud est aussi l’occasion de poser un premier diagnostic sur le projet Maewan et de développer la dimension solidaire de cette expédition, impulsée notamment par l’arrivée à bord de Marion Courtois.

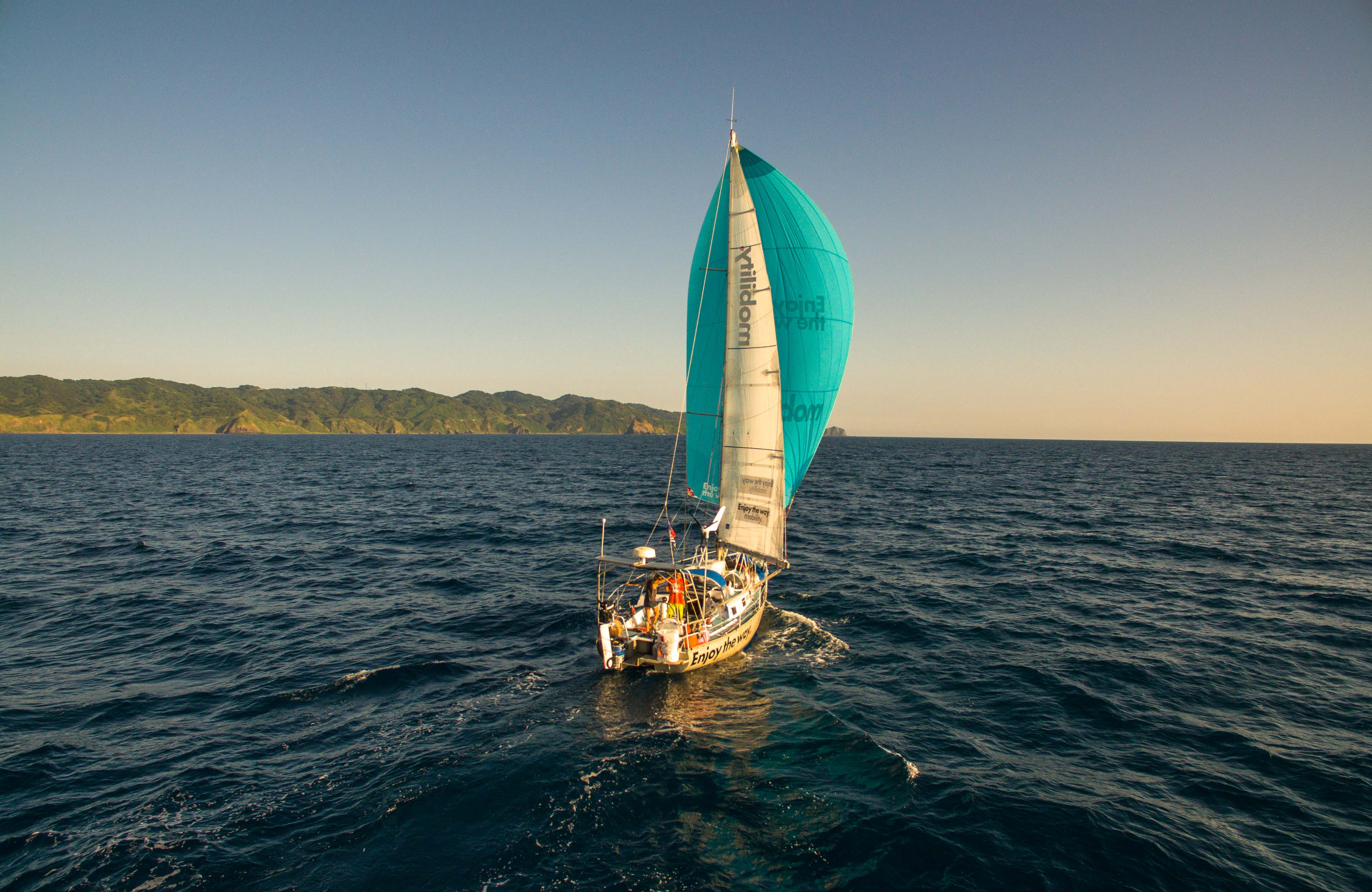
Maewan IV au large des côtes du Japon

Au départ du Japon et en direction de l’Océanie, le voilier Maewan navigue d’île en île à la rencontre des populations et des écosystèmes isolés du Pacifique. Le bateau devient un laboratoire nomade ; Marion et Erwan commencent à mettre en place un programme de sensibilisation au développement durable en s’appuyant sur la richesse du voyage et par le biais de l’expédition sportive. L’équipage rejoint l’Australie par les îles Salomon, avant de se lancer à la quête des fjords de l’île du sud de la Nouvelle Zélande, où les spécialistes du Base-jump, Jean Noel Itzstein et Ferry Jacobs s’élancent du haut de ces montagnes du bout du monde.

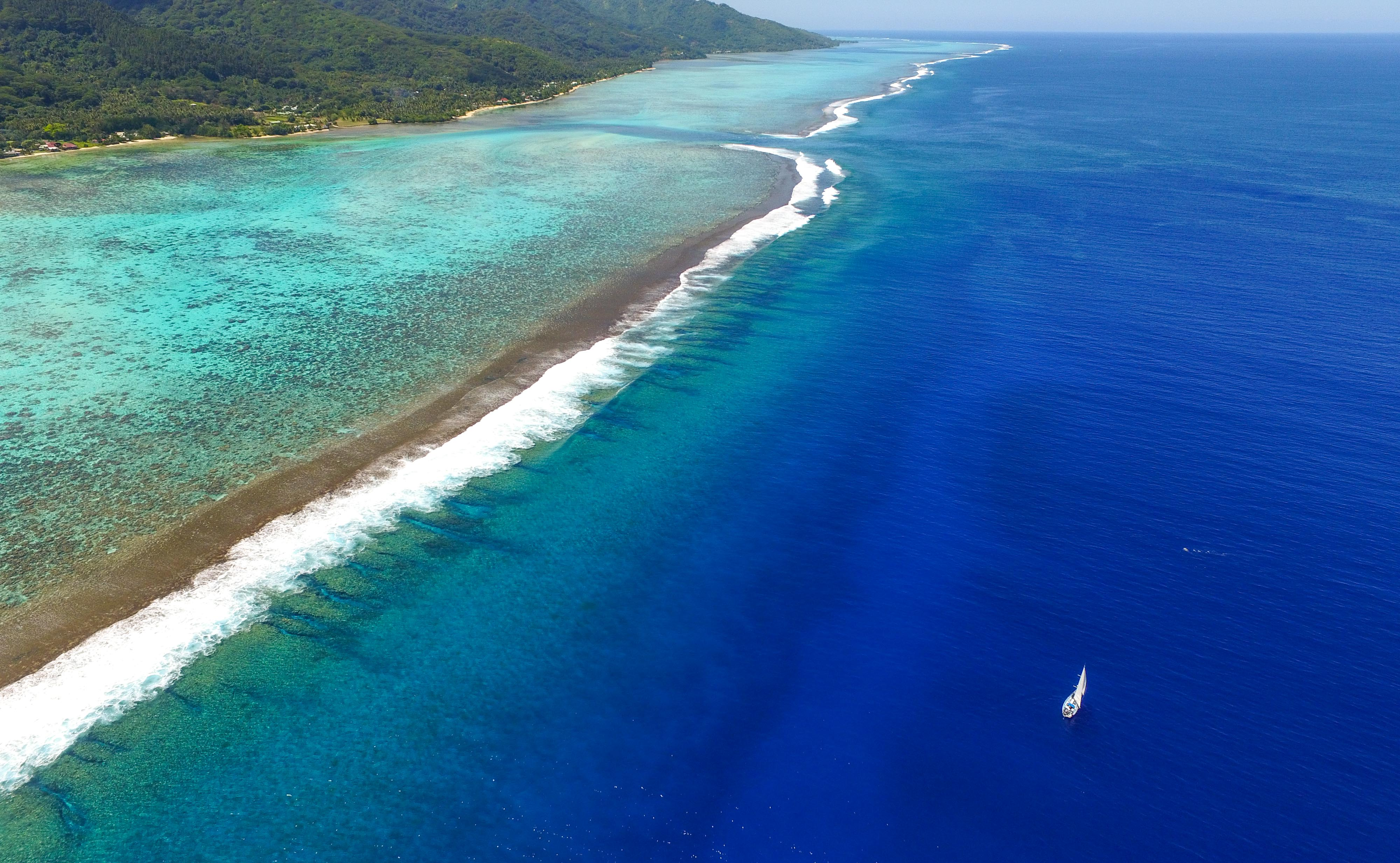
Navigation le long de la barrière de corail, à l'ouest de l'île de Morea en Polynésie française.

En Polynésie Française, l’équipe de Maewan découvre la beauté et la diversité des îles de l’archipel. Avec les sportifs qui rejoignent l’aventure, notamment les spécialistes de highline Nathan Paulin et Antony Newton aux îles Marquises, l’équipe Maewan continue l’exploration et met en place ses actions d’éducation au développement durable auprès des populations et territoires.
En direction de l’Amérique du sud, le voilier fait halte dans les îles de Pâques et retrouve Fabienne d’Ortoli pour découvrir en kitesurf et en stand up paddle les trésors des Moaï et de ces civilisations disparues.
En Patagonie chilienne, les surfeurs de Lost in the Swell montent à bord de Maewan pour accéder aux vagues. L’aventure sud-américaine continue à terre, sur les sommets de la Cordillère des Andes avec les alpinistes slovènes Marko Prezelj et Rožle Repanšek.
Maewan passe le Cap Horn au printemps 2021, un moment fort pour tous les navigateurs et d’autant plus pour l’équipe Maewan après 6 ans de voyage. Mais Maewan ne fait pas que passer le célèbre cap, débarqué à terre, l’équipage travaille avec les écoles locales de la péninsule chiliennes et les ONG locales.

### L’Atlantique
Le voilier commence son périple de retour par l’Atlantique en longeant les côtes orientales de l’Amérique du sud pour rejoindre le Brésil et plonger au cœur de l’Amazonie. La biodiversité et les enjeux de préservation de la forêt amazonienne, mais aussi la rencontre des populations brésiliennes enrichissent le projet de l’association Maewan et ses outils de sensibilisation au développement durable.
Début juillet, 2021, le voilier Maewan IV entreprend l’ultime transat de cette première expédition de plus de 6 années autour du monde. Lors de leur halte aux Açores, ils retrouvent l’équipe de Lost in the Swell.
Le 13 novembre 2021, le bateau retrouve le port de l'Aber Wrac'h après un tour du monde en 2 470 jours.

## Missions
Pour Marion Courtois et Erwan Le Lann, l’enjeu est de « repositionner l’homme au cœur de son environnement et réapprendre à vivre ensemble dans un espace aux ressources limitées. » En s’appuyant sur l’expédition et le langage universel du sport, l’association Maewan propose un programme d’actions éducatives et environnementales et une plateforme pédagogique unique. L’objectif est d’aborder les grandes thématiques du développement durable, auprès de différents publics via leur expérience de tour du monde à la voile.

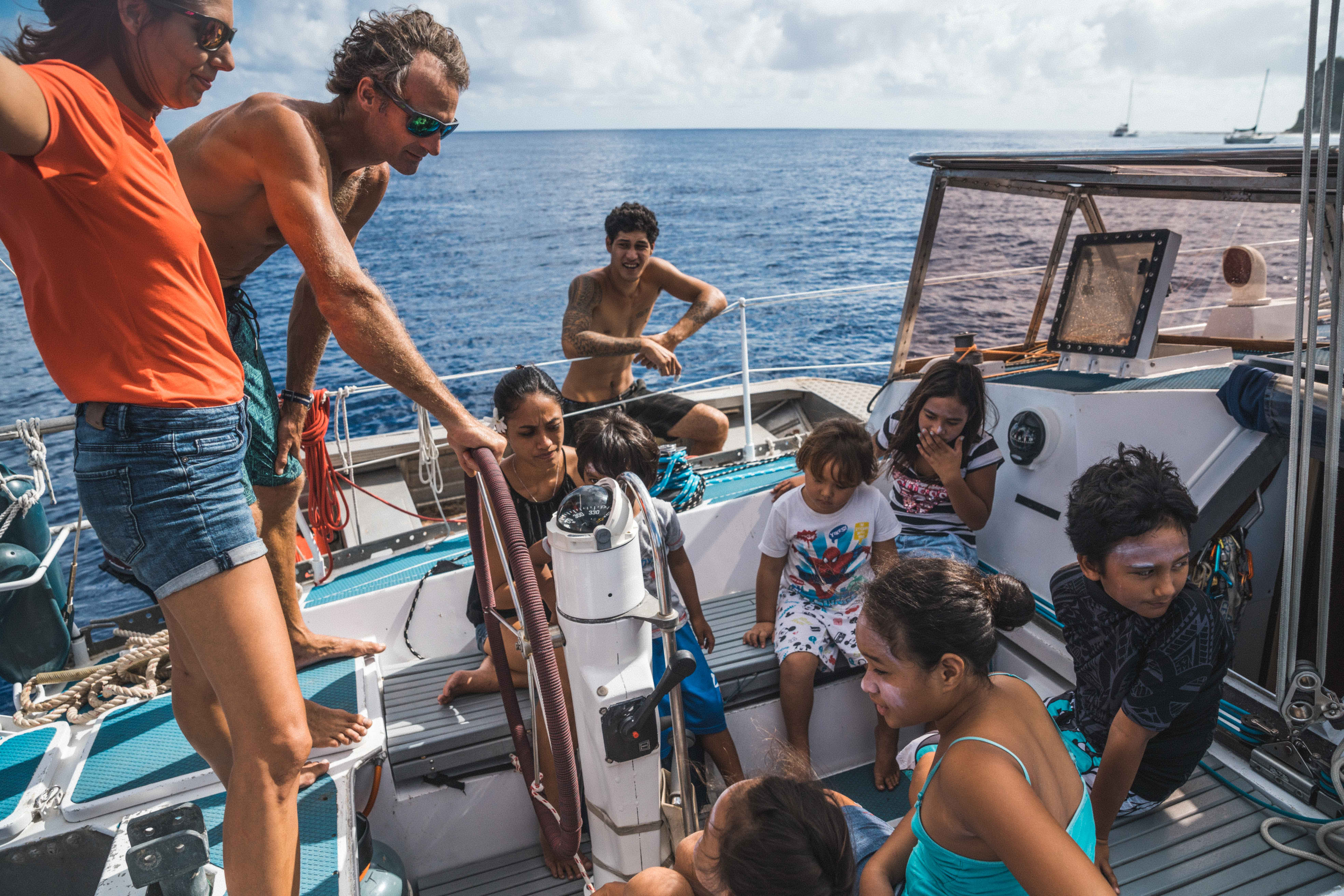
Formation des enfants à bord du voilier Maewan IV, Makatea, 2019

Depuis sa création, l’association est intervenue auprès de 24 000 jeunes et à sensibiliser plus de 250 000 personnes. Elle déploie ses actions dans toute la France, principalement en région Auvergne-Rhône-Alpes et en Bretagne. Elle accompagne également des territoires dans leurs politiques de développement durable. En 2018, l’association Maewan a accompagné les autorités de l’île Makatea en Polynésie française pour la mise en place d’un tourisme responsable, via le développement des sites d’escalade locaux.

## Gouvernance
L’association Maewan est présidée par Marion Courtois aux côtés d’Alexandre de Vogüe en qualité de trésorier et de Bertrand Delapierre, secrétaire. Elle accueille environ trois jeunes par an dans le cadre de services civiques et embauche deux salariées à temps plein.
L’association est subventionnée par des fonds publics et par les collectivités territoriales. Elle est agréée par le ministère de l’Éducation nationale et de la jeunesse, comme organisme de service civique et de volontariat associatif. L’association est également labellisée 1% pour la planète.
L’association est par ailleurs soutenue par du mécénat privé et financée par des fonds propres. En parallèle de l’association loi de 1901, une SAS « Vessel for Good » est en activité avec un mandat centré sur les conférences, les évènements et les productions multimédias.

## Œuvres

### Films
- Maewan, ski freeride et alpinisme au Groenland, réalisation : Guillaume Broust & Bertrand Delapierre, production : Maewan & Petzl (18 minutes)
- Maewan, la quête des extrêmes, réalisation Quentin de Froment, production Bo Travail & Voyage (52 minutes)
- Maewan, Kitesurf en mer de Bering, réalisation : Fabienne D’Ortoli & Steefvideo, production : Maewan et Fabienne D’Ortoli (12 minutes)
- Freeride aux Kouriles, réalisation Bertrand Delapierre, production Ugo Benghozi & Riddim Production (52 minutes)
- Maewan, les fjords perdus, réalisation Bertrand Delapierre, production Ugo Benghozi & Riddim Production (52 minutes)
- Highline aux Marquises, réalisation Puzzle Media, production Riding Zone (12 minutes)
- Vertige aux marquises, réalisation Puzzle Media, Production France Ô (52 minutes)
- Makatea Vertical Adventure, réalisation Guillaume Broust, production Maewan (28 minutes)
- Mumure avec la Pacifique, réalisation Stéphane Debuire, production Steph Video & Fabienne d’Ortoli (52 minutes)
- Patalluvia, réalisation Lost in the Swell, production Oxbow (52 minutes en 6 épisodes)
- Du chocolat pour sauver l’Amazonie, réalisation Bertrand Delapierre, production Lucien prod (52 minutes)
- REtour du monde, réalisation Lost in the Swell, production Oxbow (28 minutes)

### Livres
- Maewan, l’aventure Arctique, Erwan Le Lann & Éric Loizeau, Guérin, éditions Paulsen (240 pages)

### Récompenses
Maewan, ski et alpinisme au Groenland, réalisé par Guillaume Broust & Bertrand Delapierre :
- Prix du Public de l’International Freeride Film Festival de Tarbes

Freeride aux Kouriles, réalisé par Bertrand Delapierre :
- Prix du meilleur film au Freeride Film Festival de Tarbes
- Prix du meilleur documentaire au Winter Film Festival de Bourg Saint Maurice
- Prix de la meilleure aventure sportive au Festival Explorimages de Nice
- Grand Prix de l’Aventure du FIFAV de La Rochelle